# Ecclesiam Suam
 (juillet 2022).
Si vous disposez d'ouvrages ou d'articles de référence ou si vous connaissez des sites web de qualité traitant du thème abordé ici, merci de compléter l'article en donnant les références utiles à sa vérifiabilité et en les liant à la section « Notes et références ».
Ecclesiam Suam est une encyclique du pape Paul VI le 6 août 1964 sur l'ecclésiologie et sur les réflexions entreprises sur la nature et la mission de l'Église lors du concile Vatican II.
Paul VI reprend les travaux de Pie XII dans son œuvre Mystici Corporis Christi qui définissait l'Église comme le Corps mystique du Christ. Cette réflexion ouvrira la voie à Lumen Gentium et sa déclaration sur l'Église subsistit in.
Avec Jean XXIII, le pape Paul souhaite réaffirmer la doctrine traditionnelle sur la nature de l'Église devant les changements sociaux importants et les courants de relativisme dans les années 1960.
Il réaffirme l'importance de la papauté et insiste sur la nécessité du culte marial dans la mission de l'Église. Dans un contexte œcuménique, cette insistance quelques années plus tard sera renouvelée dans l'exhortation apostolique Marialis Cultus.